# 財閥解體
財閥解體（日语：／）指的是1945年到1951年7月10日期間的盟軍統治時期，同盟國最高司令官總司令部（GHQ）的對日本的占領政策之一。其主要目的是拆解被視為「侵略戰爭的經濟基礎」的財閥，也是「經濟民主化」政策之一。

## 過程
1945年10月16日，GHQ經濟科學局局長雷蒙德·C·克雷默（Raymond C. Kramer）發布聲明，期望日本政府自發實施財閥解體。1945年11月4日，日本政府向GHQ提交財閥解體計畫。1945年11月2日，GHQ下令凍結日本「15大財閥」〔三井財閥、三菱財閥、住友財閥、安田財閥、鮎川財閥（日產康采恩）、淺野財閥、古河財閥、大倉財閥、中島財閥、野村財閥、澀澤財閥、神戶川崎財閥、理研康采恩、日窒康采恩、日曹康采恩〕的資產。1945年11月6日，GHQ駐日盟軍總司令道格拉斯·麥克阿瑟修正並認可日本政府提交的財閥解體計畫，麥克阿瑟保留監督、檢查財閥解體實施情形的權力。

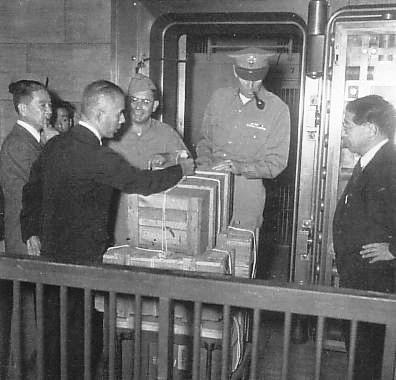
1946年10月，GHQ扣押財閥家族成員的股票

1946年4月4日，GHQ核准《持株会社整理委員会令》（持株会社整理委員会令）草案。1946年4月20日，《持株會社整理委員會令》公布施行，日本政府籌備成立「持株會社整理委員會」。1946年6月3日，GHQ下令限制日本10大財閥家族的個人金融活動。1946年8月8日，控股公司整理委員會開始運作，命令被整肅的控股公司和財閥家族必須將持有的股票交由控股公司整理委員會處理。
1947年4月14日，日本政府公布《反托拉斯法》（独占禁止法）。1947年7月1日，《反托拉斯法》部份施行，公平交易委員會開始運作。1947年7月20日，《反托拉斯法》全面施行。1947年11月，日本政府公布《財閥同族支配力排除法》（財閥同族支配力排除法），解除與財閥有關的董事與監事的職務。1947年12月18日，日本政府公布《過度經濟力集中排除法》（過度経済力集中排除法），命令具有壟斷性的公司分拆。
1948年2月，原本三井物產要被分拆為200多個公司、三菱商事要被分拆為139個公司，但此時GHQ態度出現轉變：由積極改革日本戰前的政經模式改為促進日本經濟復原。這個轉變普遍被認為是因為冷戰剛爆發，美國認為一個經濟繁榮、增長迅速的日本能遏止或牽制共產主義的擴張，並有利改善和鞏固美日關係，爭取日本成為美國於亞洲的一個可靠的反共同盟，因而為了加速日本戰後的經濟復原而減低了財閥解體政策的強度。最後，實際被分拆的只有11家公司：日本製鐵、三菱重工業、王子製紙、大日本麥酒、帝國纖維、東洋製罐、大建產業、三菱礦業、三井礦山、井華礦業、北海道酪農協同組合。1951年7月10日，日本政府宣布財閥解體完成，控股公司整理委員會解散，公平交易委員會承接其業務。1955年7月25日，日本政府廢止《過度經濟力集中排除法》。

## 關聯條目
- 財閥
- 同盟國軍事佔領日本